# Silvana Tjausjeva
Silvana Tjausjeva (bulgarisk kyrilliska: Силвана Чаушева), född 19 maj 1995 i Smoljan, Bulgarien, är en volleybollspelare (vänsterspiker). Hon vann guld med Bulgariens landslag vid Volleyball Nations League 2018 och deltog med landslaget i VM 2022. På klubbnivå spelar hon (2022) för CSO Voluntari.